# Институт экспериментальной физиологии и терапии
Институт экспериментальной физиологии и терапии — существовал в 1935—1948 гг. в Москве. Располагался в доме № 10 по ул. Погодинской. Основал и возглавлял его Сергей Сергеевич Брюхоненко. Институт был закрыт по решению президиума АМН в сентябре 1948 г. после печально знаменитой августовской («лысенковской») сессии ВАСХНИЛ.